# Geron gariepinus
Geron gariepinus är en tvåvingeart som beskrevs av Hesse 1938. Geron gariepinus ingår i släktet Geron och familjen svävflugor. Inga underarter finns listade i Catalogue of Life.